# Liste des édifices labellisés « Maisons des Illustres » en Normandie
Cet article recense les édifices possédant le label « Maisons des Illustres » en Normandie, en France. 
Au début 2024, la région compte 19 édifices ainsi labellisés.

## Liste
| Édifice                                      | Personnalité                     | Département    | Commune                  | Référence | Protection        | Coordonnées                 | Photo |
| -------------------------------------------- | -------------------------------- | -------------- | ------------------------ | --------- | ----------------- | --------------------------- | ----- |
| Musée-atelier d'Yvonne Guégan                | Yvonne Guégan                    | Calvados       | Caen                     | MI222     |                   | 49° 10′ 26″ N, 0° 23′ 18″ O |       |
| Maisons Satie                                | Erik Satie                       | Calvados       | Honfleur                 | MI020     | Inscrit MH (1992) | 49° 25′ 24″ N, 0° 13′ 49″ E |       |
| Fondation Claude Monet                       | Claude Monet                     | Eure           | Giverny                  | MI058     | Inscrit MH (1976) | 49° 04′ 30″ N, 1° 32′ 08″ E |       |
| Château de Vascœuil                          | Jules Michelet                   | Eure           | Vascœuil                 | MI061     | Inscrit MH (1985) | 49° 26′ 48″ N, 1° 22′ 44″ E |       |
| Musée Christian-Dior                         | Christian Dior                   | Manche         | Granville                | MI021     |                   | 48° 50′ 31″ N, 1° 35′ 33″ O |       |
| Maison natale de Jean-François Millet        | Jean-François Millet             | Manche         | La Hague                 | MI022     |                   | 49° 40′ 56″ N, 1° 47′ 28″ O |       |
| Musée Barbey-d'Aurevilly                     | Jules Barbey d'Aurevilly         | Manche         | Saint-Sauveur-le-Vicomte | MI023     |                   | 49° 23′ 04″ N, 1° 31′ 59″ O |       |
| Château du Tertre                            | Roger Martin du Gard             | Orne           | Belforêt-en-Perche       | MI195     | Inscrit MH (1997) | 48° 23′ 17″ N, 0° 34′ 45″ E |       |
| Château de Bois-Guilbert                     | Pierre Le Pesant de Boisguilbert | Seine-Maritime | Bois-Guilbert            | MI178     |                   | 49° 32′ 16″ N, 1° 24′ 17″ E |       |
| Pavillon Flaubert                            | Gustave Flaubert                 | Seine-Maritime | Canteleu                 | MI059     | Classé MH (1914)  | 49° 26′ 04″ N, 1° 01′ 48″ E |       |
| Centre abbé Pierre Emmaüs                    | Abbé Pierre                      | Seine-Maritime | Esteville                | MI177     |                   | 49° 36′ 20″ N, 1° 13′ 11″ E |       |
| Le Clos Arsène Lupin, Maison Maurice Leblanc | Maurice Leblanc                  | Seine-Maritime | Étretat                  | MI062     |                   | 49° 42′ 22″ N, 0° 12′ 27″ E |       |
| Château d'Eu                                 | Louis-Philippe Ier               | Seine-Maritime | Eu                       | MI064     | Inscrit MH (1983) | 50° 02′ 58″ N, 1° 25′ 01″ E |       |
| Musée Pierre-Corneille                       | Pierre Corneille                 | Seine-Maritime | Petit-Couronne           | MI065     | Classé MH (1939)  | 49° 23′ 23″ N, 1° 01′ 17″ E |       |
| Musée Victor-Hugo                            | Victor Hugo                      | Seine-Maritime | Rives-en-Seine           | MI067     |                   | 49° 30′ 45″ N, 0° 40′ 27″ E |       |
| Musée Pierre-Corneille                       | Pierre Corneille                 | Seine-Maritime | Rouen                    | MI063     |                   | 49° 26′ 35″ N, 1° 05′ 13″ E |       |
| Musée Flaubert et d'histoire de la médecine  | Gustave Flaubert                 | Seine-Maritime | Rouen                    | MI066     |                   | 49° 26′ 43″ N, 1° 04′ 54″ E |       |
| Château de Miromesnil                        | Guy de Maupassant                | Seine-Maritime | Tourville-sur-Arques     | MI060     | Inscrit MH (1945) | 49° 51′ 40″ N, 1° 04′ 56″ E |       |
| Manoir d'Ango                                | Jehan Ango                       | Seine-Maritime | Varengeville-sur-Mer     | MI200     | Classé MH (1862)  | 49° 54′ 01″ N, 0° 59′ 43″ E |       |